# Харви, Энтони
Энтони Харви (англ. Anthony Harvey; 3 июня 1931 — 23 ноября 2017) — британский монтажёр и кинорежиссёр.

## Биография
Энтони Харви родился 3 июня 1931 года в Лондоне. Его отчим Моррис Харви был видным актёром тех лет.
В 1945 году, будучи четырнадцатилетним подростком, Энтони снялся в картине «Цезарь и Клеопатра». Во второй половине 1950-х начал карьеру монтажера. Одной из первых его работ стал фильм «Я в порядке, Джек!». Примерно в то же время, находясь под впечатлением от фильма «Тропы славы», Харви написал письмо режиссёру картины Стэнли Кубрику, в котором выражал желание работать вместе, и тот пригласил его к себе. В конце концов Харви стал монтажёром двух картин Кубрика — «Лолиты» и «Доктора Стрейнджлава». Первой режиссёрской работой Харви стала картина «Летучий голландец» (по одноименной пьесе Лероя Джонса), представленная в конкурсной программе Венецианского кинофестиваля. Режиссёрская работа «Лев зимой» принесла ему номинацию на премию Оскар за лучшую режиссуру.